# Jimmy Hunt (chanteur)
Pour les articles homonymes, voir Jimmy Hunt et Hunt.
Jimmy Hunt est un chanteur québécois.

## Biographie
Jimmy Hunt a grandi à Saint-Nicolas, près de Québec, sur la rive-sud.
En 2006, Jimmy Hunt fonde le groupe de rock Chocolat.
En octobre 2010 parait son premier album solo, Jimmy Hunt.
L’auteur-compositeur-interprète se voit doublement nommé au Gala de l’ADISQ, dans les catégories Album de l’année - Folk contemporain et Révélation de l'année. Au GAMIQ, il s’illustre dans les catégories Auteur-compositeur de l'année, Album Chanson de l'année et Vidéoclip de l'année, prix qu’il partage avec le réalisateur, Yan Giroux, pour la chanson Motocross.
Maladie d'amour est lancé le 1er octobre 2013. L'album obtient 5 nominations au gala de l'ADISQ 2014.
Désormais installé en Gaspésie, Jimmy Hunt sort l'album le Silence en 2020,. L'album reçoit une nomination dans la catégorie album folk de l'année au Premiere gala de l'ADISQ 2021. En octobre 2023, il lance deux albums la même journée, encore une fois en surprise, Le Royaume et Gros Bec.